# Estádio José Gomes
O Estádio José Gomes é um estádio de futebol português, localizado na cidade da Amadora, mais precisamente na freguesia da Venteira, no bairro da Reboleira. O recinto conhecido por Estádio da Reboleira tem uma capacidade de cerca de 9 288 espectadores.
É a casa do novo clube fundado em 2020 conhecido como Club Football Estrela da Amadora SAD e disputa os jogos em casa para a Primeira Liga, Taça da Liga e Taça de Portugal.

## História

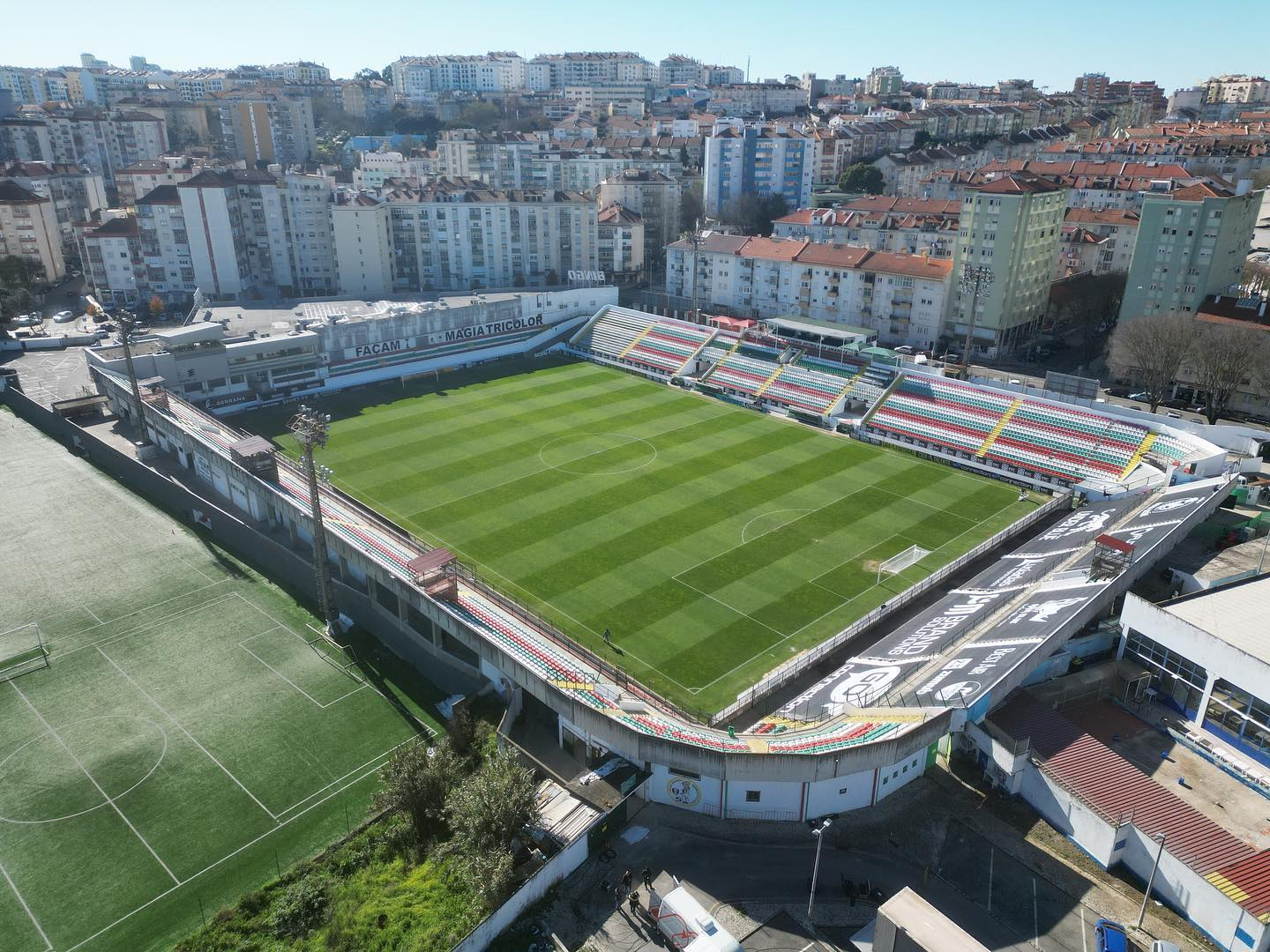
Imagem aérea da Reboleira.

Este estádio inaugurado em 1957 foi sempre um palco importante para a equipa tricolor, chegando aliás, a ser uma das várias infraestruturas sede a receber os Jogos da Lusofonia de 2009.
Depois da glória, chegou a amargura, com o antigo Clube de Futebol Estrela da Amadora a declarar insolvência em Setembro de 2009. Com todo este tumulto, o estádio foi deixado abandonado durante cerca de 6 anos, resultando em alguns danos estruturais significativos como o caso da bancada norte, atualmente interdita ao público.
Em Julho de 2022 foi alvo de leilão, tendo sido adquirido pelo Club Football Estrela da Amadora por aproximadamente 2,25 milhões de euros.
Desde Agosto de 2022, após ter sido adquirido pelo clube da Reboleira, o estádio tem sido alvo de inúmeras remodelações que visam um melhoramento interno e externo da infraestrutura em prol dos adeptos e da cidade.
O recinto teve o seu público recorde de 7 331 espectadores a 18 de maio de 2024, numa partida valida pela 34ª Jornada da Primeira Liga de 2023/24, em que o Estrela da Amadora saiu vencedor frente ao Gil Vicente com golo de Kikas ao minuto 25. O jogo era decisivo e permitiu ao Estrela da Amadora a manutenção na Primeira Liga.

## Futuro
Desde 2021, que os dirigentes do clube tricolor pretendem renovar as infraestruturas recentemente adquiridas. Aliás, já existe por parte da Câmara Municipal Amadora um projeto de requalificação do estádio, das piscinas e do pavilhão bem como os espaços verdes envolventes, no entanto, nada avançou pela falta da escritura da posse dos mesmos.